# Calamophyton
Calamophyton is een geslacht van uitgestorven planten van enkele decimeters hoog met een dichotome vertakking. Het behoort tot de groep Pseudosporochnales nabij de basis van de varens. Calamophyton was minstens zestig centimeter hoog.

## Beschrijving
Calamophyton primaevum, oorspronkelijk beschreven in het Midden-Devoon van Duitsland, werd gereconstrueerd als een vijfendertig centimeter hoge plant met een vingerachtige vertakte hoofdas, waarop de bladeren zijn gesegmenteerd in een schroefopstelling. De korte, dichotome takken hebben een enkel sporangium aan elk uiteinde. In dwarsdoorsnede toont het een variabel aantal xyleemarmen, dat varieert van tien tot drieëndertig. Er waren minder xyleemarmen in het bovenste deel van de plant. De xyleemstrengen zijn radiaal langwerpig in dwarsdoorsnede. Er zitten vezelbundels in het basisweefsel van de stam. Calamophyton bicephalum uit het Midden-Devoon heeft een centrale as met vingervormige zijtakken. De zijtakken hebben een diameter van ongeveer een centimeter en vertakken dichotoom. In dwarsdoorsnede heeft op de as veertien tot zestien vatsegmenten, die ovaal zijn of vier tot vijf radiale armen hebben. Er is alleen primair xyleem. De steriele, terminale aanhangsels zijn kleiner en minder goed ontwikkeld van onder naar boven.
De bladeren zijn driedimensionale structuren, elk dichotoom verdeeld eenmaal horizontaal en eenmaal verticaal. Jonge bladeren in het distale gebied van de plant vertakken eenmaal, terwijl die in het onderste gebied maximaal vier keer vertakken.
Er zijn aanwijzingen dat bladeren en sporangia op verschillende takken zaten. De sporangia zijn niet verenigd in kegels. De sporen dragende takken zijn pseudo-tegenoverstaand langs de vruchtbare as. Soms staan sporendragende takken ook tussen steriele verticillati. Elke vruchtbare tak bestaat uit een basale stengel die is verdeeld in een bovenste en onderste segment. Elk segment is verder verdeeld in drie korte zijtakken, die elk eindigen in een korte vork, aan het einde waarvan er een enkel sporangium is. Op deze manier draagt elke tak van Calamophyton bicephalum twaalf sporangia. De sporangia zijn cilindrisch en lopen taps toe. Ze moeten aan de buikzijde (onderkant) zijn geopend. Calamophyton bicephalum-sporen variëren in grootte van zesentachtig tot honderdzesenzestig micrometer. Elke spore is cirkelvormig van opzet en heeft een duidelijk trileet (driestralig) litteken, aan de oppervlakte zijn er sierlijke stekels.
De vondsten die aanvankelijk als Hyenia werden beschreven, zijn nu ook opgenomen in het geslacht Calamophyton. De vondsten, oorspronkelijk geïnterpreteerd als wortelstokken, worden nu geïnterpreteerd als een reeks zijtakken. Van de takken vertakken zich dichotome vertakte aanhangsels, die elk drie paren langwerpige sporangia hebben. De sporangia openen met een longitudinale gleuf, de sporen zijn groot en trileet. De steriele aanhangsels zijn driedimensionale structuren die meerdere keren dichotoom vorken. Een exemplaar van Hyenia elegans, dat Schweitzer in 1972 beschreef, bestond uit een bijna twee meter lange wortelstok met een diameter van 4,4 centimeter. Het had zijtakken in een schroefopstelling, die dichotoom vertakten.

## Classificatie en botanische geschiedenis
Tegenwoordig wordt Calamophyton toegevoegd aan de Pseudosporochnales vanwege de anatomie van de as. Oorspronkelijk werd onderscheid gemaakt tussen verschillende geslachten of soorten, die volgens het werk van Farin-Demaret en Berry (2000) echter allemaal tot Calamophyton primaevum behoren. Sommige auteurs blijven onderscheid maken tussen Calamophyton primaevum en Calamophyton bicephalum. Calamophyton en Hyenia, beiden afkomstig uit het Devoon, werden in 1926 door Kräusel en Weyland geplaatst in de groep Protoarticulatae (= Hyeniales), een groep Devoonse kruidachtige planten, die nu verouderd is en die wordt gekenmerkt door zijn overeenkomsten met Sphenophyta. Ze waren vertakt als een dichotoom en geïnterpreteerd als voortkomend uit een wortelstok. De laatste takken hadden steriele aanhangsels in pseudo-kransen. Sporangia worden gevonden op gemodificeerde takken. De Hyeniales moeten een evolutionaire parallelle ontwikkeling vertegenwoordigen met de Lycophyta uit het Devoon, zoals de Drepanophycales en Protolepidodendrales.
In 2024 zijn de fossiele overblijfselen van een bos van Calamophyton ontdekt in Somerset en Devon, Zuid-Engeland. De fossielen dateren van 390 miljoen jaar geleden uit het Eifelien en zijn daarmee de oudste fossiele bossen tot dan toe gevonden. 
Vondsten van versteende hoofdassen van Calamophyton (Leclercq en Schweitzer 1965, Schweitzer 1972, 1973) onthulden dat dit geslacht een unieke anatomie heeft die op geen enkele manier lijkt op Sphenophyta. Hyenia elegans evenals Cladoxylon scoparium zijn opgenomen in het soortconcept van Calamophyton primaevum. Aangezien alle drie de soorten van Kräusel en Weyland voor het eerst in 1926 in dezelfde publicatie werden beschreven, is de vraag naar de geldige naam complex. Fairon-Demaret en Berry stelden Calamophyton primaevum voor om de volgende redenen: het typemateriaal van Hyenia uit Noorwegen kon niet worden beoordeeld en de anatomie past niet in het generieke concept van Cladoxylon, vooral omdat alle andere soorten Cladoxylon uit het Mississippien komen.